# Lasiocaryum densiflorum
Lasiocaryum densiflorum är en strävbladig växtart som först beskrevs av John Firminger Duthie, och fick sitt nu gällande namn av Ivan Murray Johnston. Lasiocaryum densiflorum ingår i släktet Lasiocaryum och familjen strävbladiga växter. Inga underarter finns listade i Catalogue of Life.